# Головко, Владимир Александрович (генерал)
Владимир Александрович Головко (25 февраля 1895, Томск — 30 мая 1956, Москва) — советский военный деятель, генерал-лейтенант технических войск (1942 год).

## Биография
Родился 25 февраля 1895 года[по какому календарю?] в Томске.

### Первая мировая и гражданская войны
В 1915 году был призван в ряды Русской армии, был направлен на учёбу в школу прапорщиков, после окончания которой в 1916 году служил младшим офицером роты.
В 1918 году вступил в ряды Красной гвардии, после чего был назначен на должность инструктора по формированию частей военного отделения ревкома в Красноярске, а затем — на должность начальника пулемётной команды Красноярского отряда Красной гвардии. Принимал участие в боевых действиях на Восточном фронте при подавлении восстания Чехословацкого корпуса.
С июня 1918 года находился в плену у белогвардейцев, после освобождения из которого с июня 1919 года служил на должностях помощника заведующего отделом ревкома в Перми, заведующего техническим бюро 1-го Уральского железнодорожного батальона, помощника командира технической роты и помощника командира 35-го железнодорожного дивизиона. В 1920 году принимал участие в боевых действиях в ходе советско-польской войны.

### Межвоенное время
С 1921 года Головко командовал 48-м железнодорожным дивизионом, 13-м железнодорожным полком, 18-м отдельным железнодорожным батальоном.
После окончания отделения военных сообщений Ленинградского института инженеров путей сообщения с 1930 года служил на должностях инженера отдела 3-го управления Штаба РККА, командира 5-го железнодорожного полка (Ленинградский военный округ), а затем учебно-опытного мостового железнодорожного полка (Московский военный округ).
В 1932 году был назначен на должность начальника мостового факультета Военно-транспортной академии РККА имени Л. М. Кагановича, в 1937 году — на должность начальника отделения 3-го отдела штаба Московского военного округа, а в 1938 году — на должность начальника штаба Особого корпуса железнодорожных войск, дислоцированного во Владивостоке.
С 19 мая 1941 года генерал-майор Владимир Александрович Головко был назначен на должность командира Особого строительного корпуса, дислоцировавшегося в Комсомольск-на-Амуре и осуществлявшего строительство завода металлоконструкций «Амурстальстроя». Одновременно, он исполнял должность начальника гарнизона города.

### Великая Отечественная война
С началом войны находился на прежней должности. С конца июня 1941 года корпус под командованием Головко находился в стадии расформирования, которое было завершено к 12 июля.
В сентябре 1941 года Головко был назначен на должность начальника Управления тыла — заместителя командующего войсками Дальневосточного фронта. С 7 июня 1942 года состоял в распоряжении Народного комиссариата путей сообщения (НКПС) и 17 июня того же года был назначен на должность начальника Главного управления военно-восстановительных работ НКПС — начальника железнодорожных войск, которые за время войны восстановили около 120 тысяч км железнодорожных путей, 2756 больших и средних мостов общей протяженностью 243 143 погонных метров, более 13 тысяч малых мостов и труб, 40 тоннелей и 182 паровозных депо.

### Послевоенная карьера
После окончания войны находился на прежней должности. С сентября 1945 по ноябрь 1946 года находился в Югославии, где являлся начальником специально созданного советского строительного управления № 300, которому согласно постановлению Совета министров СССР было поручено восстановление (а по существу полное строительство заново ввиду огромной степени разрушений) Панчевского железнодорожного моста через Дунай. В строительстве участвовали три советских инженерных и мостовых батальона, часть кораблей Дунайской военной флотилии, югославские войска. Мост вступил в строй в ноябре 1946 года.
В июле 1947 года был назначен на должность заместителя начальника Главного управления военно-восстановительных работ Министерства путей сообщения.
В мае 1948 года вышел в отставку. Умер 30 мая 1956 года в Москве.

## Награды
- два ордена Ленина (1943, 1945);
- три ордена Красного Знамени (1943, 1944, 03.11.1944);
- орден Отечественной войны 1-й степени (12.09.1944);
- медали.

## Память
- На могиле установлен надгробный памятник.
- Имя воина увековечено в Главном Храме Вооружённых сил России, и навсегда запечатлено на мемориале «Дорога памяти» [2]